# Collezione privata
Una collezione privata è una collezione, solitamente, di opere d'arte. Quando appare nella descrizione di un'opera, significa che, anche se in un museo pubblico, quell'opera non appartiene al museo, ma è un prestito da una fonte non divulgata. La fonte sarà normalmente un collezionista d'arte oppure una società.

## Storia
La collezione d'arte era comune tra i ceti abbienti nel mondo antico sia in Europa che in Asia orientale, e nel Medioevo, ma si è sviluppata nella sua forma moderna durante il Rinascimento e continua fino ad oggi. Le collezioni reali erano le più importanti collezioni private, anche se oggi sono in gran parte pubbliche.